# Геоантикліналь
Геоантикліна́ль (рос.геоантиклиналь, англ. geoanticline, нім. Geoantiklinale f) — ділянка земної кори в межах геосинклінальної області, яка протягом тривалого часу повільно піднімалась.
Розміри геоантикліналі — ширина 50-150 км, довжина до 2000 км.
Для геоантикліналі характерні карбонатні, ефузивні і грубоуламкові формації, наявність численних перерв і неузгоджень.
Окремі частини геоантикліналі — зони тривалої й інтенсивної денудації.
Протилежне — геосинкліналь.